# Bélaya Beriozka
Bélaya Beriozka (ruso: Бе́лая Берёзка) es un asentamiento de tipo urbano de Rusia, perteneciente al raión de Trubchevsk de la óblast de Briansk.
En 2021, el asentamiento tenía una población de 5886 habitantes. En su territorio no hay actualmente pedanías habitadas.
Se ubica junto a la orilla oriental del río Desná, junto al punto en el que este río cruza la frontera con Ucrania.

## Historia
El topónimo del asentamiento aparece en documentos como una finca rústica desde el siglo XIX. Sin embargo, la actual localidad se fundó en 1915 para dar servicio a una industria de carpintería. La Unión Soviética le dio estatus de asentamiento de tipo urbano en 1940. Desde su fundación, su economía ha seguido basándose en la fábrica de madera, por lo que en 2014 fue incluida en la lista oficial de localidades rusas en riesgo económico por depender de una sola industria.